# 山野辺翔
山野辺 翔（やまのべ かける、1994年5月24日 - ）は、東京都府中市出身のプロ野球選手（内野手、外野手）。右投右打。東京ヤクルトスワローズ所属。

## 経歴

### プロ入り前
1歳年上の菅野剛士とは実家が近所で、幼い頃からよく遊んでいた。小学3年から武蔵府中リトルシニアで野球を始める。中学時代は武蔵府中シニアに所属。1学年上に前述の菅野、茂木栄五郎、横尾俊建がいる。
桐蔭学園高等学校では3年夏に二塁手に定着し、神奈川県大会準決勝では金子一輝擁する日大藤沢高校に勝利し、神奈川県大会決勝まで進んだが桐光学園高校の松井裕樹の前に敗れ、甲子園出場はなかった。1学年上に武蔵府中シニア時代からの先輩・茂木、若林晃弘、1学年下に齊藤大将がいる。
桜美林大学では打撃が向上し、2年春に1部昇格後は2年秋、3年春、4年春夏にベストナインを受賞し、4年秋には初のリーグ優勝に貢献した。エース佐々木千隼で関東地区大学野球選手権大会でも優勝し、第47回明治神宮野球大会に出場。準決勝では弓削隼人、京田陽太擁する日本大学戦では2点適時打を放つなど活躍。柳裕也、星知弥、佐野恵太ら擁する明治大学には敗れたが、準優勝に輝いた。大学時代の同期に佐々木千隼がいる。
三菱自動車岡崎では1年目からレギュラーに定着し、2017年に都市対抗野球大会と日本選手権大会、2018年に都市対抗野球大会に出場した。
2018年10月25日に行われたドラフト会議では、埼玉西武ライオンズから3位指名を受け、11月15日に契約金6000万円、年俸1200万円で契約を合意し、入団した。背番号は4。

### 西武時代
2019年、5月9日の対千葉ロッテマリーンズ戦でプロ初安打を放つも、その1本に終わり一軍出場は9試合にとどまった。ただ、イースタン・リーグでは87試合に出場し、チーム最多タイの12本塁打、さらにはリーグ最多の29盗塁で盗塁王を獲得した。
2020年は新型コロナウイルスの影響で120試合制となった。6月の開幕を一軍で迎え、代走として起用された。7月10日のロッテ戦でシーズン初先発出場を果たし、4打数1安打1打点。翌7月11日も3打数1安打1打点と活躍するも、その後は先発出場する機会に恵まれなかった。10月20日のロッテ戦で先発出場すると、最終打席で平凡なフライを打ち上げるも相手野手が交錯し、サヨナラ適時失策となり初のお立ち台に上がった。翌10月21日にも先発出場でサヨナラヒットを放ち、連夜のサヨナラ打・お立ち台となった。ちなみに、この2夜連続のサヨナラ劇は打者・山野辺翔、生還者・外崎修汰、勝利投手・増田達至、敗戦投手・益田直也と役者が全く同じという珍しいものだった。このサヨナラ劇を機にラッキーボーイ的存在として先発出場する機会が増え、出場53試合、打率.233、4打点、5盗塁という成績で、シーズンを通して一軍に帯同した。オフのみやざきフェニックス・リーグでは出場機会を増やすために外野手に挑戦した。12月10日、200万円増となる推定年俸1400万円で契約を更改した。
2021年もキャンプで外野手の練習に取り組んだが、オープン戦で外野を守ることはなく、前年と同様に主に代走要員として開幕を一軍で迎えた。4月3日の福岡ソフトバンクホークス戦で外崎修汰が死球による骨折で離脱した後は二塁手として出場機会を得て、球団では17年ぶりとなる福岡での同一カード3連勝に貢献した。4月6日の東北楽天ゴールデンイーグルス戦で一塁にヘッドスライディングをした際に左手親指を負傷。強行出場を続けるも痛みが引かず4月10日に登録を抹消され、4月12日に左母指MP関節尺側側副靭帯修復手術を受けた。全治3か月の見込みであったが、早い回復を見せて6月5日の二軍戦で実戦復帰、6月10日に一軍に復帰した。ただこれは山田遥楓が胃腸炎で欠場したことによる緊急昇格であり、源田壮亮の復帰に伴い6月18日に登録抹消。同20日の二軍戦に「2番・中堅手」で先発出場するも、スライディングキャッチを試みた際に左手首を負傷し再び長期離脱となった。8月27日に実戦復帰、その後二軍戦で結果を残し、9月22日に一軍再復帰を果たした。出場機会を増やすべく、一軍で初めて遊撃と左翼の守備に就いたが、2度の怪我の影響でこの年は25試合の出場にとどまった。
2022年は、1番打者として起用された5月20日の北海道日本ハムファイターズ戦で、プロ入り初の猛打賞を記録した。しかし、一軍定着とはならず、25試合の出場で打率.194、2打点、4盗塁の成績でシーズンを終えた。
2023年も開幕一軍入りを果たすが、4月17日に登録を抹消される。二軍調整中だった6月21日のイースタン・リーグの日本ハム戦では、初回に愛斗が満塁本塁打を放つと、打者一巡で回ってきた満塁の打席で山野辺も本塁打を放ち1イニングに2本の満塁本塁打を放つという球団初の珍記録を残した。7月2日に再び一軍に合流。7月29日の楽天戦でプロ入り初の指名打者として出場し、5回に打った先制適時打はチームの勝利を決める決勝打となった。最終的に30試合の出場で打率.152、1打点、3盗塁という成績だった。
2024年は開幕を二軍で迎え、イースタン・リーグでは16試合の出場で打率.327と結果を残し、4月21日に出場選手登録されたが、5月1日に登録抹消。6月5日に再登録されると、同9日の阪神タイガース戦で8回表一死から代打出場し、ノーヒットピッチングを続けていた才木浩人から右翼フェンス直撃の三塁打を放った。再登録後は代走起用や二塁・三塁・左翼での先発出場に加えて、代打起用されることも多く、この年は15回の代打起用で打率.429を記録。シーズン成績では50試合の出場で打率.213、0打点、6盗塁を記録し、オフに230万円増となる推定年俸1200万円で契約を更改した。
2025年は4月4日に一軍に昇格するも、5試合に出場し3打数無安打で4月18日に登録を抹消された。

### ヤクルト時代
2025年5月1日、金銭トレードで東京ヤクルトスワローズへの移籍が発表された。背番号は37。

## 選手としての特徴
パンチ力のある打撃と俊足を生かした積極果敢な走塁と広い守備範囲が武器。本職である内野の他、外野もこなすユーティリティープレイヤーである。
フェンス際への飛球を果敢に追いかけ捕球する好守備を度々披露しており、2020年10月22日のメットライフドームで行われた千葉ロッテマリーンズ戦では、一塁後方へ飛んだファウルフライを客席手前のフェンスに飛び込みながら捕球し、防護ネットで跳ね返った体勢からタッチアップを狙った一塁走者をアウトにして併殺を完成させるというプレーを見せ、パ・リーグTVでも「奇跡のハンモック・キャッチ」として取り上げられた。また、2022年4月20日のロッテ戦で三塁ファウルゾーンへの飛球をフェンスに登りながら捕球した際には「防球ネットを掴んでいた」という理由でアウトにはならず、ファウルの判定になったと報道されたが、実際は防球ネットの最上部に飛球が当たったためファウルと判定されたものだった。

## 詳細情報

### 年度別打撃成績
| 年 度     | 球 団     | 試 合 | 打 席 | 打 数 | 得 点 | 安 打 | 二 塁 打 | 三 塁 打 | 本 塁 打 | 塁 打 | 打 点 | 盗 塁 | 盗 塁 死 | 犠 打 | 犠 飛 | 四 球 | 敬 遠 | 死 球 | 三 振 | 併 殺 打 | 打 率 | 出 塁 率 | 長 打 率 | O P S |
| --------- | --------- | ----- | ----- | ----- | ----- | ----- | -------- | -------- | -------- | ----- | ----- | ----- | -------- | ----- | ----- | ----- | ----- | ----- | ----- | -------- | ----- | -------- | -------- | ----- |
| 2019      | 西武      | 9     | 18    | 14    | 1     | 1     | 1        | 0        | 0        | 2     | 1     | 1     | 0        | 0     | 0     | 2     | 0     | 2     | 4     | 1        | .071  | .278     | .143     | .421  |
| 2020      | 西武      | 53    | 64    | 60    | 11    | 14    | 3        | 0        | 0        | 17    | 4     | 5     | 2        | 0     | 1     | 1     | 0     | 2     | 11    | 2        | .233  | .266     | .283     | .549  |
| 2021      | 西武      | 25    | 39    | 36    | 5     | 7     | 1        | 1        | 0        | 10    | 2     | 4     | 1        | 1     | 1     | 0     | 0     | 1     | 11    | 0        | .194  | .211     | .278     | .488  |
| 2022      | 西武      | 30    | 35    | 33    | 7     | 5     | 3        | 0        | 0        | 8     | 1     | 3     | 1        | 0     | 0     | 1     | 0     | 1     | 4     | 0        | .152  | .200     | .242     | .442  |
| 2023      | 西武      | 35    | 43    | 39    | 4     | 8     | 1        | 0        | 0        | 9     | 2     | 6     | 2        | 2     | 0     | 1     | 0     | 1     | 3     | 0        | .205  | .244     | .231     | .475  |
| 2024      | 西武      | 50    | 90    | 80    | 10    | 17    | 3        | 1        | 0        | 22    | 0     | 6     | 1        | 5     | 0     | 5     | 0     | 0     | 17    | 1        | .213  | .259     | .275     | .534  |
| 通算：6年 | 通算：6年 | 202   | 289   | 262   | 38    | 52    | 12       | 2        | 0        | 68    | 10    | 25    | 7        | 8     | 2     | 10    | 0     | 7     | 50    | 4        | .198  | .246     | .260     | .505  |

- 2024年度シーズン終了時

### 年度別守備成績
内野守備
| 年 度 | 球 団 | 二塁  | 二塁  | 二塁  | 二塁  | 二塁  | 二塁     | 三塁  | 三塁  | 三塁  | 三塁  | 三塁  | 三塁     | 遊撃  | 遊撃  | 遊撃  | 遊撃  | 遊撃  | 遊撃     |
| 年 度 | 球 団 | 試 合 | 刺 殺 | 補 殺 | 失 策 | 併 殺 | 守 備 率 | 試 合 | 刺 殺 | 補 殺 | 失 策 | 併 殺 | 守 備 率 | 試 合 | 刺 殺 | 補 殺 | 失 策 | 併 殺 | 守 備 率 |
| ----- | ----- | ----- | ----- | ----- | ----- | ----- | -------- | ----- | ----- | ----- | ----- | ----- | -------- | ----- | ----- | ----- | ----- | ----- | -------- |
| 2019  | 西武  | 3     | 8     | 7     | 0     | 3     | 1.000    | 6     | 1     | 8     | 2     | 0     | .818     | -     | -     | -     | -     | -     | -        |
| 2020  | 西武  | 17    | 37    | 47    | 3     | 8     | .966     | 11    | 2     | 9     | 1     | 0     | .917     | -     | -     | -     | -     | -     | -        |
| 2021  | 西武  | 10    | 9     | 15    | 3     | 3     | .889     | 5     | 2     | 8     | 0     | 0     | 1.000    | 1     | 0     | 1     | 0     | 0     | 1.000    |
| 2022  | 西武  | 2     | 0     | 1     | 0     | 0     | 1.000    | 11    | 9     | 6     | 1     | 1     | .938     | 2     | 1     | 1     | 0     | 0     | 1.000    |
| 2023  | 西武  | 1     | 1     | 0     | 1     | 0     | .500     | 11    | 5     | 5     | 0     | 0     | 1.000    | -     | -     | -     | -     | -     | -        |
| 2024  | 西武  | 11    | 14    | 19    | 1     | 1     | .971     | 10    | 4     | 7     | 0     | 0     | 1.000    | -     | -     | -     | -     | -     | -        |
| 通算  | 通算  | 44    | 69    | 89    | 8     | 15    | .952     | 54    | 23    | 43    | 4     | 1     | .943     | 3     | 1     | 2     | 0     | 0     | 1.000    |

外野守備
| 年 度 | 球 団 | 外野  | 外野  | 外野  | 外野  | 外野  | 外野     |
| 年 度 | 球 団 | 試 合 | 刺 殺 | 補 殺 | 失 策 | 併 殺 | 守 備 率 |
| ----- | ----- | ----- | ----- | ----- | ----- | ----- | -------- |
| 2021  | 西武  | 2     | 2     | 0     | 1     | 0     | .667     |
| 2023  | 西武  | 5     | 3     | 0     | 0     | 0     | 1.000    |
| 2024  | 西武  | 12    | 15    | 2     | 0     | 0     | 1.000    |
| 通算  | 通算  | 19    | 20    | 2     | 1     | 0     | .957     |

- 2024年度シーズン終了時

### 記録
初記録
- 初出場：2019年4月21日、対福岡ソフトバンクホークス6回戦（メットライフドーム）、6回表に中村剛也に代わり三塁手で出場
- 初打席：同上、6回裏に加治屋蓮から四球
- 初打点：同上、7回裏にリバン・モイネロから押し出し死球
- 初先発出場：2019年5月5日、対東北楽天ゴールデンイーグルス6回戦（メットライフドーム）、「9番・三塁手」で先発出場
- 初安打：2019年5月9日、対千葉ロッテマリーンズ8回戦（大宮公園球場）、5回裏に岩下大輝から右越二塁打
- 初盗塁：2019年5月19日、対オリックス・バファローズ9回戦（京セラドーム大阪）、7回表に二盗（投手・小林慶祐、捕手・若月健矢）

### 背番号
- 4（2019年[13] - 2025年4月30日）
- 37（2025年5月1日[41] - ）